# Мари дьо Лузинян (1273 – 1319)
Мари дьо Лузинян (1273 – април 1319) е кипърска принцеса и кралица на Арагон – трета съпруга на крал Хайме II Арагонски.

## Биография
Мари е пето дете на кипърския крал Хю III и на съпругата му Изабел дьо Ибелин. Мари е сестра на крал Йоан II Йерусалимски, на крал Анри II Йерусалимски и на Амалрик, принц на Тир.
Мари дьо Лузинян остава дълги години неомъжена. През 1310 г. е засвидетелствано присъствието ѝ в двора на брат ѝ Амалрик Тирски. Едва през 1315 г. кипърката принцеса е официално сгодена за арагонския крал Хейме II, който преди това е бил женен два пъти и вече е бил законен баща на десет деца.
Тъй като Мари дьо Лузинян е наследница на Кипърското кралство, крал Хайме II Арагонски преценява брака с престарялата за онова време принцеса като перспективен от политическа гледна точка. Така на 15 юни 1315 г. двамата са венчани по доверие в катедралата „Санта София“ в Никозия и втори път, вече лично, на 27 ноември същата година в Херона. По това време Мари вече е на четиридесет и две години, но е и единствената наследница на бездетния си брат Анри II, което откривало възможността пред Хайме II един ден да стане jure uxoris крал на Кипър и Йерусалим.
Мари дьо Лузинян умира бездетна четири години след пристигането си в Арагон – през април 1319 в Тортоса. Смъртта ѝ проваля плановете на Хайме II за кипърската корона, тъй като кралицата умира пет години преди брат си Анри II Йерусалимски, който е наследен на кипърския престол от племенника им Хю IV. След смъртта на Мари дьо Лузинян арагонският крал се жени за Мелисенда де Монткада.